# Pierre Marie Barthélemy Ferino
Pierre Marie Barthélemy Ferino (Craveggia, 23 agosto 1747 – Parigi, 28 giugno 1816) è stato un generale italiano naturalizzato francese dell'esercito napoleonico.
Conte dell'Impero, fu governatore di Anversa.

## Biografia

### Origini
Ferino era il discendente di un'antica famiglia patrizia di Craveggia. Il padre Bernardino, era un banchiere ed un mercante. Recatosi a Parigi con il padre, nel 1767 si arruolò nell'esercito austriaco con il grado di sottotenente e combatté nella guerra dei sette anni. Fu promosso tenente nel 1774 e capitano nel 1779.
Dieci anni dopo, un'ingiustizia commessa nei suoi confronti dal governo austriaco e lo scoppio della Rivoluzione francese, di cui condivideva i principi, lo indussero a recarsi in Francia.

### In Francia
Il 1º agosto 1792 fu nominato tenente colonnello dell'ex legione Biron, che fu ribattezzata Cacciatori del Reno (poi 26º reggimento di fanteria leggera), e partì con il suo reggimento il 13 dicembre 1792 per l'esercito del generale Custine.
Quando, dopo la vittoria di Jemmapes, i francesi entrarono in Belgio, Ferino fu chiamato a presiedere l'assemblea nella cattedrale di Mons che votò l'annessione del Belgio alla Francia.
Generale di brigata alla fine del dicembre 1792, Ferino fu nominato generale di divisione il 23 agosto 1793.
Nell'anno IV, Ferino fu impiegato nell'armata di Rhin-et-Moselle comandata da Moreau. Il 20 Termidoro, anno IV, la divisione di Ferino, forte di 23 battaglioni e 17 squadroni, che costituiva un terzo dell'esercito, dopo aver attraversato le montagne della Foresta Nera, prese Lindau e Bregenz sul lago di Costanza, e avanzò attraverso Stockach, con 16 battaglioni e 14 squadroni, su Memmingen.
A Bregenz furono presi 5 mortai, 4 colubrine, 22 cannoni e 40.000 sacchi di avena, orzo e farina. In questo giorno Ferino ebbe un incontro molto vivace con il corpo d'armata di Condé; i due combatterono ferocemente, ma le buone disposizioni di Ferino diedero la vittoria ai repubblicani. Durante la ritirata dalla Baviera, dopo essere rimasto solo con la sua divisione per quarantotto giorni, si ricongiunse al corpo d'armata senza aver perso nemmeno uno dei suoi cannoni e portando con sé dei prigionieri.
Al suo ritorno in Francia dopo questa campagna, Ferino ricevette dal generale Lazare Hoche l'ordine di marciare su Parigi con le sue truppe, per portare avanti i piani del Direttorio. Ferino si oppose all'ordine del Ministro della Guerra. Gli faceva onore il fatto che fosse disposto a combattere i nemici del suo Paese, ma non a diventare uno strumento di discordia e di guerra civile.
Il 9 Ventoso An VIII, comandò la prima divisione dell'esercito di Magonza sotto il generale Jourdan. A Germinal, la divisione di Ferino si mosse su Neustadt, posizionandosi in modo da impedire al nemico di entrare nella valle omonima; ma il 14, avendo gli austriaci attaccato con vantaggio, Férino si ritirò con l'ordine di raggiungere Friburgo e Neuf-Brisach.
Subito dopo il colpo di Stato del 18 brumaio, Napoleone Bonaparte affidò a Ferino il comando dell'8ª divisione militare. In seguito ripulì il dipartimento dell'Ardèche dai briganti che lo infestavano, un servizio che gli vale il massimo elogio da parte del ministro della Guerra Louis-Alexandre Berthier. 
Nominato membro e grande ufficiale della Legione d'onore il 19 febbraio e il 25 giugno dell'anno XII, divenne membro del Senato conservatore il 16 giugno dell'anno XIII. Napoleone gli affidò il senatorato di Firenze, poi lo nominò governatore della città di Anversa e lo fece conte dell'Impero nel 1808.
Nel 1813 fu incaricato di organizzare la Guardia Nazionale olandese.
Aderì alla Seconda Restaurazione e per questo fu nominato pari di Francia e cavaliere di San Luigi.

## Omaggi
Il suo nome è inciso sull'arco di Trionfo a Parigi.
Una delle strade del centro di Craveggia è intitolata a Ferino.